# Бурсук (эмир)
Бурсук, Порсук (огуз. Bursuḳ; араб. پُرسُق / پُرسُخ‎; греч. Προσούχ; ум. август 1097) — один из эмиров сельджукских султанов Тогрул-бея, Алп-Арслана, Мелик-шаха I, Баркиярука. Первый сельджукский шихне (военный губернатор) Багдада.
Бурсук пользовался доверием Мелик-шаха и был, возможно, атабеком его сына Санджара. После смерти в 1092 году Мелик-шаха Бурсук поддерживал Баркиярука во время его борьбы за престол с Тутушем. В 1097 году эмир был убит асассинами.
Согласно К. Каэну, слово Бурсук (Bursuḳ) на огузском («восточном тюркском») языке означает животное — барсука.

## Биография

### На службе у Тогрула и Алп-Арслана
О ранних годах жизни Бурсука данных нет. Некоторые исследователи считали Бурсука одним из мамлюков (гулямов) первого сельджукского султана Тогрула. Однако Тогрул ещё придерживался племенных кочевых традиций и был далёк от имперского менталитета; он не имел мамлюков, большинство эмиров и старейшин в окружении Тогрула были главами туркменских племён.
Согласно Ибн аль-Асиру, в течение X века территорию от Шапурхашата до реки Заб контролировала курдская семья Хасанвайхидов. Хасанвайхиды сильно ослабели из-за междоусобиц и потеряли свою власть к приходу сельджуков. Последний Хасанвайхид, эмир Бадр бин Тахир бин Хилал бин Бадр бин Хасанвайх ал-Барзикани, в 1046 году подчинился сельджукам. Через год он умер и его семья сдала сельджукам крепость Сармадж, их рабы также стали служить сельджукам. Потомки Бурсука в одной из надписей на захоронении указали Хасанвайха как своего предка. Как Ак-Сункур аль-Бурсуки получил такое имя (лакаб аль-Бурсуки), потому что был рабом Бурсука, так и Бурсуки посмертно упоминался с лакабом по своему хозяину Хасанвайху. Сельджуки подчинили себе Лурестан и северный Хузестан, оставив эти территории Бурсуку и его потомкам. Имадеддин аль-Исфахани относил крепость Кафраш (руины которой расположены рядом с современной деревней Кафраш недалеко от Нурабада) к владениям Бурсука.
По словам Ибн аль-Асира, в апреле 1060 года, заняв Багдад после восстания Ибрагима Йинала, первый сельджукский султан Тогрул назначил Бурсука шихне (военным губернатором) Багдада, он стал первым сельджукским шихне. Тогрул и туркменские вожди были выходцами из кочевых племён и не владели в достаточной степени тонкостями городского управления. По словам М. Рахмати, Бурсук, служивший семье Хасанвайхидов на территориях, прилегающих к Аббасидскому халифату и знакомый с делами халифата, был самой подходящей кандидатурой для этой должности. К. Каэн писал, что неизвестно, как долго Бурсук занимал этот пост, поскольку в мирные времена у сельджукидов власть принадлежала гражданским чиновникам, и нет уверенности, что в Багдаде в течение десяти лет после 1060 года кто-либо исполнял обязанности шихне. Однако персидский хронист Мухаммед ибн Абд-аль Малик Хамдани (1070/71 — 1127/28), оставивший подробное описание событий того периода в Багдаде, указал, что Бурсук был шихне один год до апреля 1061 года. По словам Ибн Касира, в 1061 году Бурсук по приказу султана заставил халифа согласиться на брак его дочери или сестры с Тогрулом. В 1063 году Тогрул назначил Бурсука хаджибом. В следующем году сменивший Тогрула его сын султан Алп-Арслан поручил Бурсуку собрать задолженность по дани с подчинённых государств. Возможно, в 1071 году Бурсук участвовал в битве при Манцикерте.

### На службе у Мелик-шаха

#### Анатолия
В 1078 году султан Мелик-шах I поручил Бурсуку завоевание Анатолии. Рассказы о пребывании эмира Бурсука в Анатолии можно разделить на две группы. Согласно первой версии, идущей от Бар-Эбрея, Сулейман бен Кутулмыш, который имел более тесные отношения с великим сельджукским султаном, чем его брат Мансур, пожаловался султану, что Мансур восстал при поддержке Византийской империи. Султан отправил послание византийскому императору Никифору Вотаниату и потребовал устранения Мансура, но император сказал: «Мы не выдадим человека, укрывшегося у нас» и не выполнил желание султана. Затем Мансур вернулся от императора в Анатолию для борьбы с Сулейманом, и султан Мелик-шах послал в Анатолию Бурсука, который помог Сулейману и устранил Мансура с помощью хитрости. Согласно второй версии, изложенной Никифором Вриеннием, султан Мелик-шах отправил Бурсука в Анатолию, чтобы подчинить себе всех независимых эмиров, особенно обоих сыновей Кутулмыша, Мансура и Сулеймана.
Бундари утверждал, что эмир Бурсук обязал византийцев выплатить Великому Сельджукскому государству 300 тысяч динаров дани, а самого императора — 30 тысяч динаров джизьи.

#### Хорасан
После 1078 года в источниках в течение шести лет не было сведений о Бурсуке. В 1084 году султан Мелик-шах был в Мосуле, когда узнал, что его брат Текиш, правитель Балха и Тохаристана, во второй раз восстал в Хорасане. Султан отправился на зимовку в столицу, Исфахан, а весной прибыл в Хорасан и осадил Текиша в крепости Венедж. Бурсук участвовал в этой осаде вместе с эмирами Артуком, Камачем (Кумачем), Бозаном, Хумарташем, Аязом и Туршеком.

#### Последние годы Мелик-шаха
После смерти 4 июня 1086 года сельджукского султана Рума Сулеймана правитель Алеппо Ибн аль-Хутейти сообщил Мелик-шаху, что брат Мелик-шаха, Тутуш, захватил город. Мелик-шах выступил из Исфахана против Тутуша в сентябре-октябре 1086 года, Бурсук вместе с эмиром Бузаном возглавил авангард армии, которую султан Мелик-шах отправил в Алеппо.
Отправляясь к Антиохии, Сулейман назначил своим заместителем в Изнике Абуль-Касыма. Согласно Анне Комниной, после смерти Сулеймана Абуль-Касым обратился к Мелик-шаху с просьбой признать его правителем, но султан отклонил его просьбу и отправил против него в Анатолию Бурсука во главе армии в 50 тысяч человек. Бурсук осадил Абуль-Касыма, но не смог добиться никаких результатов, поскольку тот получил помощь от византийского императора Алексея Комнина.
В апреле-мае 1087 года Бурсуку было поручено организовать в Багдаде торжества в честь свадьбы халифа аль-Муктади Биамриллаха с дочерью Мелик-шаха Мах-Мелек-хатун. Бурсук, Бозан и другие эмиры возглавляли процессию, ответственную за передачу приданого. До конца правления Мелик-шаха Бурсук сохранял своё привилегированное положение при дворе султана. Ибн аль-Асир писал, что атабеком сына Мелик-шаха Санджара был эмир Камадж. Однако, согласно утверждению М. Рахмати, Камадж в это время не был известен. Автор хроники Моджмал аль-Теварих называл атабеком Санджара Бурсука.

### На службе у Баркиярука
После смерти в 1092 году Мелик-шаха Бурсук поддерживал Баркиярука во время его борьбы за престол с Тутушем. По сообщению Ибн аль-Асира, когда в октябре-ноябре 1094 года Баркиярук потерпел поражение от армии Тутуша, Бурсук укрылся вместе с ним в Исфахане у сельджукского султана Ирака Махмуда ибн Мелик-шаха. В Исфахане Бурсук стал жертвой ассасинов в августе-сентябре 1097 года во время Рамадана: его убил один из его приближённых. По мнению историка М. Рахмати, к убийству Бурсука привело то, что рост влияния Бурсука многие его соратники сочли опасным. Его сыновья отомстили за него, настояв в сентябре 1099 года на казни Маджд аль-Мулька аль-Баласани, шиитского муставфи (распорядитель финансов), которого они считали виновным в организации убийства Бурсука.
Икта Бурсука была провинция Ахваз с главным городом Тустаром.
Ибн Халликан писал о нём: «Бурсук занимал высокое положение при династии Сельджуков и был одним из их самых замечательных и выдающихся эмиров».

## Семья
У Бурсука было четыре сына: Бурсук бен Бурсук, Зенги, Акбёри и Ильбеги. Кроме того, у него была дочь, которая вышла замуж за Джавали Сакава.